# Менингизм
Менингизм или псевдоменингит (лат. meningism) — состояние раздражения головного или спинного мозга, при котором имеются симптомы менингита (например, ригидность шейных мышц), но реальное воспаление отсутствует. В то время как менингит представляет собой воспаление мозговых оболочек (оболочек, которые покрывают центральную нервную систему). Менингизм вызван неменингитическим раздражением мозговых оболочек, обычно ассоциируемым с острым лихорадочным заболеванием, особенно у детей и подростков.
Развивается при механическом или токсическом раздражении оболочки мозга. Например: при внутричерепной гипертензии, гидроцефалии, отёке головного мозга и его оболочек при внутричерепных опухолях, резком обезвоживании и т. д.

## Клиническая картина
Основными клиническими признаками являются затылочная ригидность, симптом Кернига и симптом Брудзинского. Ни один из признаков не является особенно чувствительным; у взрослых с менингитом ригидность затылочных мышц присутствовала в 30%, а симптом Кернига или Брудзинского только в 5%.
Другое исследование показало, что менингизм у взрослых больных гриппом развивается в 1-2,5% случаев, преимущественно у молодых лиц.